# Kårdal Station
Kårdal Station (Kårdal holdeplass eller Kårdal stasjon) var en jernbanestation på Flåmsbanen i Norge. Stationen lå mellem Blomheller og Kjosfossen Stationer 557 meter over havet. Stationen åbnede 16. juni 1946. Den betjente traditionelt gården længst oppe i Flåmsdalen. Fordi stationen lå på en stigning, var det kun nedadkørende tog, der kunne stoppe på stationen. Stationen blev nedlagt i december 2012, efter at togene ikke havde stoppet der i flere år som følge af manglende passagergrundlag.